# The Greatest Thing in the World
The Greatest Thing in the World è un cortometraggio muto del 1912. Il nome del regista non viene riportato nei credit del film.

## Produzione
Il film fu prodotto dalla Vitagraph Company of America.

## Distribuzione
Distribuito dalla General Film Company, il film - un cortometraggio di 300 metri - uscì nelle sale cinematografiche statunitensi il 11 maggio 1912.